# Ad libitum
Ad libitum (łac. według upodobania; skrót ad lib) – termin podawany w partyturze utworu muzycznego. 
Oznacza, że kompozytor pozostawia wykonawcy swobodę w ostatecznym ukształtowaniu wykonywanego utworu, poprzez wybór jednego z podanych wskazań wykonawczych lub interpretacyjnych. Może to dotyczyć na przykład użycia (lub nie) jakiegoś instrumentu, wykonania lub opuszczenia jakiegoś głosu czy jakiejś części utworu, ilości repetycji, improwizacji itp. Może też dotyczyć swobodnych odchyleń od oznaczonego tempa (rzadziej od melodii) danego fragmentu kompozycji. W tym ostatnim przypadku ad libitum może być dodatkowo opisane innymi określeniami wykonawczymi np. accelerando, rallentando, ritenuto itp. 
W jazzie oznacza głównie część do improwizacji.